# Monk (film)
Monk is een Nederlandse tragikomische film uit 2017 geregisseerd door Ties Schenk, in haar filmregiedebuut. De film ging op 3 april 2017 in première.

## Verhaal
De film volgt de dertienjarige hypochondrische jongen Monk en zijn gezin bestaande uit zijn zestienjarige rebelse zus Joni, zijn Spaanse moeder Maria en zijn kunstenaars vader Fabian die met zichzelf in de knoop zit. Als het gezin plotseling naar het zonnige Spanje moet afreizen om afscheid te nemen van Monk zijn zieke oom, zet dit de onderlinge relaties in het gezin op scherp.

## Rolverdeling
| acteur                  | personage        |
| ----------------------- | ---------------- |
| Teun Stokkel            | Monk             |
| Olivia Lonsdale         | Joni             |
| Marina Gatell           | Maria            |
| Sam Louwyck             | Fabian           |
| Porgy Franssen          | dokter           |
| Megan de Kruijf         | Ava              |
| Gijs Blom               | Frederik         |
| Bilal Wahib             | Younes           |
| Monk Dagelet            | Noa              |
| Anis de Jong            | Aadarsch         |
| Adison dos Reis         | Regilio          |
| Francis Broekhuijsen    | Esteban          |
| Manel Sans Piernas      | Benito           |
| Mariona Perrier Navarro | tante Allegria   |
| Chris Peters            | jongen op feest  |
| Björn Ottenheim         | bandlid op feest |
| Daan Schinkel           | bandlid op feest |
| Salvador Roman          | politieagent     |

## Achtergrond
De film werd geregisseerd door Ties Schenk en geproduceerd door Marleen Slot. Het scenario van de film werd geschreven door Roosmarijn Roos Rosa. De opnames van de film gingen in september 2015 van start en vonden plaats in Nederland, België en Spanje. De muziek in de film werd gecomponeerd door Djurre de Haan. Hoofdrollen in de film waren weggelegd voor onder anderen Teun Stokkel, Olivia Lonsdale, Marina Gatell en Sam Louwyck.

## Release
Monk ging op 3 april 2017 in première in het Eye Filmmuseum in Amsterdam, voor pers en genodigden. De film werd vervolgens drie dagen later, op 6 april 2017, in de Nederlandse bioscopen uitgebracht voor het grote publiek.